# Papillotement (vidéo)
Pour les articles homonymes, voir Papillotement (homonymie).

Sur certains écrans, notamment cathodiques, l'effet de papillotement peut produire un résultat similaire à celui-ci.

Le papillotement ou scintillement vidéo, en anglais « flicker », désigne un phénomène ou effet visuel généralement perceptible, produit par un dispositif d'affichage vidéo, écran, téléviseur ou vidéoprojecteur.

Observée avec certains appareils optiques d'animation ou la projection cinématographique, une cadence faible peut produire un papillotement en raison de l'interruption entre deux images successives.

Cette fluctuation lumineuse sous la forme de rapides interruptions ou modulations de l'image vidéo peut provenir de différentes causes : trop faible nombre d'images successives affichées par seconde, perturbations électromagnétiques ou courant secteur alternatif inadapté, affectant les performances ou caractéristiques des composants ou circuits électroniques de l'appareil.

En vidéo ainsi qu'en télévision, les premiers appareils d'affichage exploitent la méthode de balayage progressif de l'image, pour lesquels le phénomène peut être perçu. 

L'effet produit dès lors, une perturbation plus ou moins intense et plus ou moins perceptible, en fonction du faible nombre d'images par seconde.

Le balayage entrelacé a permis de réduire le papillotement sans avoir à augmenter la fréquence de renouvellement complet de l'image. Dans les années 1990 le perfectionnement de l'électronique permet la réduction de l'effet de papillotement sans entrelacement. Le système enregistre le signal d'une image, puis l'écran est balayé deux fois avec la même image pendant que le signal correspondant à l'image suivante est transmis. Au début du XXIe siècle l'utilisation de dispositifs dans lesquels les éléments conservent leur couleur sans faiblir — écran à cristaux liquides, DLP — élimine le papillotement.